# Либерман, Александр Евгеньевич (предприниматель)
Александр Евгеньевич Либерман (род. 1954) — предприниматель, президент группы компаний «Объединенные стекольные заводы Саратова» (2004—2010), благотворитель.

## Биография
Поступил на предприятие «Саратовстройстекло» в должности мастера (1975).
Избран на пост генерального директора предприятия «Саратовстройстекло» (1997).
Генеральный директор ОАО «Саратовстройстекло», председатель совета директоров ОАО «Саратовстекло» (2000—2004).
Президент группы компаний «Объединенные стекольные заводы» (2004—2010). Успешное спасение хрустального производства ставят в заслугу лично Либерману. Хрустальной короной, сделанной на «Саратовстекле», «короновался» президент РФ Борис Ельцин во время своего визита в Саратов.
С 2010 года по настоящее время — председатель совета директоров ОАО «Кварц», Ульяновская область.
Член координационного совета ОО «Союз товаропроизводителей и работодателей Саратовской области».
Защитил диссертацию «Реструктуризация и совершенствование бизнес-процессов на предприятиях стекольной промышленности: методология и опыт применения» на учёную степень доктора экономических наук (2007). Автор 18 научных работ.
Удостоен почётного звания «Благотворитель Саратовской области» (1998).
Кавалер ордена Почёта (1998).
Награждён медалью «За заслуги в проведении Всероссийской переписи населения» (2002).
Имеет почётное звание Заслуженный строитель Российской Федерации (2003).
Награждён почётной медалью ЮНЕСКО «Пять континентов».
Член попечительского совета Международного культурного центра имени Соломона Михоэлса.